# Hugo Stråhle
Frans Hugo Stråhle, född 23 oktober 1909 i Forserum, Jönköpings län, död där 4 april 1985, var en svensk målare och tecknare.
Han var son till poleraren August Stråhle och Ellen Toppqvist och från 1944 gift med Vivan Hanna Matilda Krantz. Stråhle utbildade sig ursprungligen till hantverksmålare men ändrade inriktning till att bli konstnär. Han studerade konst för Gotthard Sandberg i Malmö 1945 och vid Grünewalds målarskola i Stockholm 1950. Tillsammans med Sven Hagmarker ställde han ut ett par gånger i Forserum och separat ställde han bland annat ut i Huskvarna. Han medverkade i ett flertal samlingsutställningar i Stockholm och i flera landsortsstäder samt utställningar arrangerade av Norra Smålands konstförening. Hans konst består av landskapsbilder som ofta har en sagostämning. 